# Цан, Иоганнес (изобретатель)
Иоганнес Цан (нем. Johann Zahn; 29 марта 1641, Карлштадт, герцогство Бавария — 27 июня 1707,) — немецкий учёный, оптик, математик, астроном, изобретатель, философ, каноник Ордена регулярных каноников-премонстрантов, писатель

, автор научных трактов, педагог, профессор Вюрцбургского университета. Один из создателей камеры-обскуры.

## Биография
Учился в Вюрцбургском университете у математика и физика Каспара Шотта. После был профессором математики Вюрцбургского университета. Служил каноником Ордена регулярных каноников-премонстрантов в монастыре Оберцелль в Майн-Кинциге, с 1685 до своей смерти в 1707 году — пробст в монастыре премонстрантов Унтерцелль в Вюрцбурге.

## Научная деятельность
Основной сферой деятельности И. Цана была оптика, а также астрономические наблюдения. Изобрёл и
создал однообъективную зеркальную камеру с вертикальными изображениями (отклоняющее зеркало), разработанную с помощью Иоганна Штурма в 1676 году путем размещения телескопического объектива, состоящего из двух частей (выпуклой и вогнутой) с различными фокусными расстояниями один за другим, так что увеличенное изображение создавало эффект камеры-обскуры). Чтобы избежать отражений покрасил камеру экспонирования в чёрный цвет. За исключением системы затвора, изобретение представляет собой прототип фотоаппарата: в 1686 году он сконструировал переносную камеру-обскуру. Зеркало, которое было установлено внутри камеры под углом 45° к объективу, проецировало изображение вверх на экран, где его можно было легко нарисовать. Изображение можно было сфокусировать с помощью прямоугольной вытяжки. Гёте также использовал устройство той же конструкции во время своих путешествий.

## Избранные труды

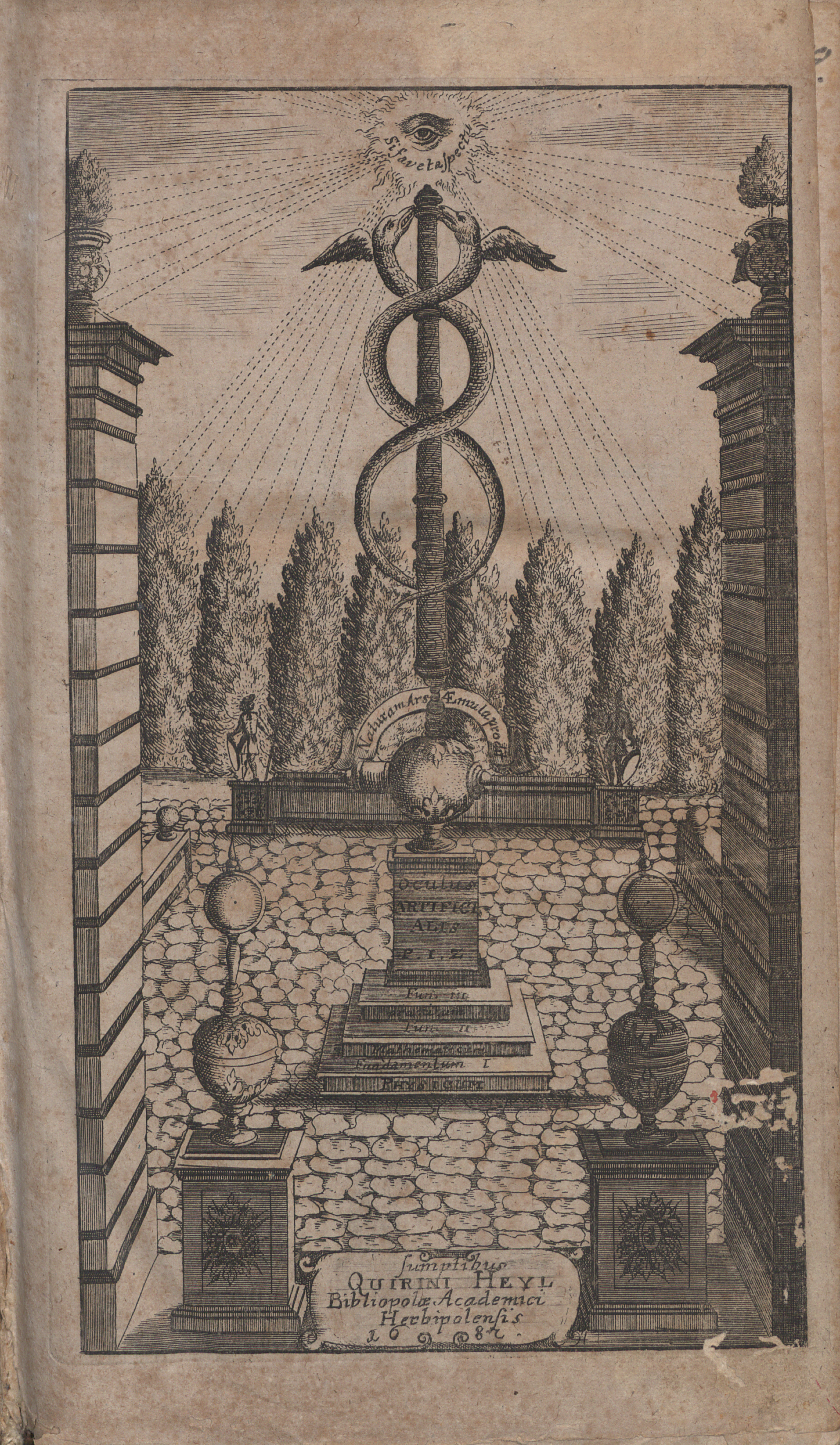
Oculus artificialis teledioptricus, 1685

- Oculus artificialis teledioptricus sive Telescopium. 1. Herbi Poli: Quirinus Heyl. 1685.
- Oculus artificialis teledioptricus sive Telescopium. 2. Herbi Poli: Quirinus Heyl, Johann Georg Drullmann. 1686.
- Oculus artificialis teledioptricus sive Telescopium. 3. Herbi Poli: Quirinus Heyl. 1686.
- Specula physico-mathematico-historica notabilium ac mirabilium sciendorum. 1. Norimbergae: Johann Christoph Lochner, Andreas Knorz. 1696.
- Specula physico-mathematico-historica notabilium ac mirabilium sciendorum. 2. Norimbergae: Johann Christoph Lochner, Andreas Knorz. 1696.
- Specula physico-mathematico-historica notabilium ac mirabilium sciendorum. 3. Norimbergae: Johann Christoph Lochner, Andreas Knorz. 1696.